# Selvasaura almendarizae
Selvasaura almendarizae — вид ящірок родини гімнофтальмових (Gymnophthalmidae). Описаний у 2021 році.

## Назва
Вид названо на честь еквадорської герпетологині Ани Альмендаріс, яка зробила важливий внесок у вивчення амфібій і рептилій з Еквадору, включаючи описання понад десяти видів. Також за понад три десятиліття вона підготувала багатьох молодих герпетологів.

## Поширення
Ендемік Еквадору. Зразки зібрані у провінціях Напо і Пастаса у горах на висоті 1250—1350 м над рівнем моря.